# Tim Heemskerk
Tim Heemskerk (* 14. Januar 1976 in Brunssum) ist ein niederländischer Radsporttrainer und ehemaliger Mountainbike- und Cyclocross-Radrennfahrer.
Tim Heemskerk konnte in der Cyclocross-Saison 2007/2008 den Jim Horner Cyclocross Grand Prix in Edmonton für sich entscheiden. 2008 gewann er den Mountainbike-Canada Cup #6 in Canmore, Alberta. In der nächsten Saison wurde er beim Jim Horner Cyclocross Grand Prix in Edmonton Zweiter hinter Geoff Kabush. Außerdem belegte er Platz 17 beim Frankfurter Rad-Cross.
Heemskerk studierte Human Movement Sciences (Bewegungswissenschaft) in Maastricht. Nach seiner aktiven Radsportkarriere war er von 2010 bis 2016 als Trainer des niederländischen MTB-Nationalteams tätig, einschließlich dessen Betreuung während der Olympischen Sommerspiele 2012 und 2016. Gleichzeitig absolvierte er eine Ausbildung zum Master Coach. Später war er als unabhängiger Trainer für Power2Peak tätig und unterstützte in den Wintermonaten die mit USA Cycling assoziierten amerikanischen Cyclocross-Fahrer. Seit 2018 ist er Performance Coach bei Team Visma-Lease a Bike (ehemals Team Lotto NL-Jumbo bzw. Jumbo-Visma). Erfolge erzielte er vor allem als Trainer von Jonas Vingegaard, außerdem trainierte er unter anderem Tobias Foss, Milan Vader, Tiesj Benoot, Thomas Gloag, Mick van Dijke und Gijs Leemreize.

## Erfolge
2007/2008
- Jim Horner Cyclocross Grand Prix, Edmonton